# Persia (New York)
Pour les articles homonymes, voir Persia.
Persia est une ville du comté de Cattaraugus dans l'État de New York, aux États-Unis.